# 15890 Прахатиці
15890 Прахатиці (15890 Prachatice) — астероїд головного поясу, відкритий 3 квітня 1997 року.
Тіссеранів параметр щодо Юпітера — 3,705.